# Théopempte (métropolite de Kiev)
Théopempte métropolite de Kiev (mort en 1049) et de toute la Rus (russe : Феопемпт) occupa de 1035 à 1049 le premier siège épiscopal de toutes les terres russes et ukrainiennes.